# Вајлов критеријум за равномерну расподелу
У математици, Вајлов критеријум за равномерну расподелу даје неопходан и довољан услов за равномерну расподелу „модуло 1" (односно разломљених делова) датог низа реалних бројева изражен својствима одређених експоненцијалних сума.
Критеријум је први формулисао и доказао немачки математичар Херман Вајл.

## Равномерна расподела модуло 1
За низ (xn) реалних бројева кажемо да је равномерно расподељен модуло 1 ако је за сваки интервал (a,b) унутар интервала [0,1)
{\displaystyle \lim _{n\to \infty }{\frac {\#\{1\leq j\leq n:\{x_{j}\}\in (a,b)\}}{n}}=b-a}.
Другим речима, разломљени делови чланова низа (xn) „падају“ у интервал (a,b) приближно онолико често колико би се могло очекивати када бисмо их бирали насумице: ако је интервал дупло краћи, у њему ће, како одмичемо дуж низа, бити отприлике тачно дупло мање разломљених делова {xn}. На пример, како је дужина интервала (0,2, 0,35) 0,15, односно 15% дужине целог интервала [0,1) (којем припадају сви разломљени делови), то ће, за велике N, врло близу 15% од првих N вредности {xn} бити између 0,2 и 0,35, и тај постотак постаје све ближи 15% како посматрамо веће вредности N.
Многи низови су равномерно расподељени модуло 1. На пример, Херман Вајл је доказао да је за свако ирационално θ, низ
θ, 2θ, 3θ, …, nθ, …
равномерно расподељен модуло 1.
|  |  |  |

Овако дефинисан низ није равномерно расподељен модуло 1 ако је θ = p/q рационалан број, јер се вредности {nθ} групишу у q могућих вредности 0, 1/q, 2/q, …, (q−1)/q и уопште не узимају вредности у другим интервалима (види слику). Низ бројева у интервалу [0,1) који је равномерно расподељен посебно мора бити свуда густ.
Као други пример, низ свих рационалних бројева у интервалу [0,1) поређаних по имениоцима
0/1,   1/2,   1/3, 2/3,   1/4, 3/4,   1/5, 2/5, 3/5, 4/5,   1/6,4/6,   1/7, 2/7, 3/7, 4/7, 5/7, 6/7, …
је такође равномерно расподељен. Међутим, ако те исте бројеве поређамо као у Канторовом дијагоналном поступку (према збиру бројиоца и имениоца)
0/1,   1/2,   1/3,   1/4, 2/3,   1/5,   1/6, 2/5, 3/4,   1/7, 3/5,   1/8, 2/7, 4/5,   1/9, 3/7, …
они неће бити равномерно расподељени, јер овај поредак систематски „фаворизује“ мале бројеве (сви разломци се појаве „пре или касније“, али разломак 1/N се појављује далеко пре разломка (N−1)/N). Оба ова низа разломака су свуда густа, али је само први равномерно расподељен: равномерна расподељеност је јаче својство од густоће.
Питање да ли је дати низ равномерно расподељен модуло 1 је, у пуној општости, веома тешко. Равномерна расподела је предмет изучавања теорије диофантских апроксимација, али и ергодичке теорије.

## Критеријум
Вајлов критеријум за равномерну расподелу гласи:
Низ (xn) реалних бројева је равномерно расподељен модуло 1 ако и само ако је за сваки цео број l ≠ 0
{\displaystyle \lim _{n\to \infty }{\frac {1}{n}}\sum _{j=1}^{n}e^{2\pi ilx_{j}}=0}.
Суме општег облика {\displaystyle \sum _{j=1}^{n}e^{2\pi if(j)}}, као што су суме које се појављују у формулацији Вајловог критеријума, називамо експоненцијалним сумама (често се користи и назив „тригонометријска сума"). Са друге стране, {\displaystyle {\frac {1}{n}}\sum _{j=1}^{n}e^{2\pi ilx_{j}}} се може видети и као l-ти дискретни Фуријеов коефицијент скупа {x1, x2, … xn}.
Критеријум се доказује тако што се прво показује да се услов да чланови низа „падају“ у одређени интервал (дакле, у којем одређен члан низа „бројимо“ као 1 ако пада у тај интервал и као 0 ако пада ван интервала) са постотком који је дат дужином интервала може заменити одговарајућим „глатким“ условом у којем чланове бројимо са „тежином“ која је дата произвољном непрекидном функцијом. Затим се користи теорема према којој се ова непрекидна функција може произвољно добро униформно апроксимирати парцијалним сумама свог Фуријеовог развоја. Модерним језиком речено, овај доказ се наслања на то да су одређени потпростори функција (простор непрекидних функција, простор тригонометријских полинома) свуда густи (у подесном смислу) у скупу свих мерљивих функција на [0,1). Вајлов доказ је био један од првих доказа у овом духу који се убрзо постао стандардан метод у теорији мере и функционалној анализи.
Низ xn реалних бројева у интервалу [0, 1) је равномерно расподељен ако и само ако за сваку непрекидну функцију f : [0, 1] → C важи
{\displaystyle \lim _{n\to \infty }{\frac {1}{n}}\sum _{j=1}^{n}f(x_{j})=\int _{0}^{1}f(x)\,{\mathrm {d} }x}.          ( ∗ )
Услов равномерне расподељености одговара исказу да је горњи услов задовољен за карактеристичну функцију χ(a,b) сваког интервала (a, b). И заиста, ако претпоставимо да ( ∗ ) важи за сваку непрекидну функцију f, тада за ма који интервал (a, b) и произвољно ε > 0 можемо наћи непрекидне функције f− и f+ такве да је
{\displaystyle f^{-}\leq \chi _{(a,b)}\leq f^{+}}   и   {\displaystyle (b-a)-\epsilon \leq \int _{0}^{1}f^{-}(x)\,\mathrm {d} x<\int _{0}^{1}f^{+}(x)\,\mathrm {d} x\leq b-a+\epsilon }.
Прелазећи на горњу, односно доњу граничну вредност у неједнакости
{\displaystyle {\frac {1}{n}}\sum _{j=1}^{n}f^{-}(x_{j})\leq {\frac {1}{n}}\sum _{j=1}^{n}\chi _{(a,b)}(x_{j})\leq {\frac {1}{n}}\sum _{j=1}^{n}f^{+}(x_{j})}
следи
{\displaystyle (b-a)-\epsilon \leq \int _{0}^{1}f^{-}(x)\,\mathrm {d} x\leq \liminf _{n\to \infty }{\frac {1}{n}}\sum _{j=1}^{n}\chi _{(a,b)}(x_{j})}
{\displaystyle \leq \limsup _{n\to \infty }{\frac {1}{n}}\sum _{j=1}^{n}\chi _{(a,b)}(x_{j})\leq \int _{0}^{1}f^{+}(x)\,\mathrm {d} x<(b-a)+\epsilon }.
Ово важи за свако ε > 0; преласком на граничну вредност када ε → 0 следи жељено
{\displaystyle \lim _{n\to \infty }{\frac {1}{n}}\sum _{j=1}^{n}\chi _{(a,b)}(x_{j})=b-a}.
Обрнуто се доказује аналогно. Ако ( ∗ ) важи за карактеристичну функцију сваког интервала, он важи и за сваку функцију s која је коначна линеарна комбинација таквих карактеристичних функција (тзв. проста функција). Свака реална функција g непрекидна на [0, 1] је равномерно непрекидна према теореми Хајнеа, те тако делећи сегмент [0, 1] на мале делове можемо наћи просте функције s− и s+ такве да је
{\displaystyle s^{-}\leq g\leq s^{+}}   и   {\displaystyle s^{+}(x)-s^{-}(x)<\epsilon \,};
тако да затим као горе следи да ( ∗ ) вреди и за g.  Напокон, ако је f : [0, 1] → C прозвољна непрекидна функција, тада ( ∗ ) вреди за Re(f) и Im(f), па стога и за f.
Ако је услов ( ∗ ) задовољен за сваку непрекидну функцију f : [0, 1] → C, он свакако вреди и за сваки од карактера χl(x) = e2πilx, што доказује да је услов у Вајловом критеријуму неопходан за равномерну расподелу. Услов је и довољан: наиме, ако ( ∗ ) вреди за χl за свако l ≠ 0 (а тривијално је задовољен за свако l = 0), онда он важи и за сваку њихову линеарну комбинацију, дакле за сваки тригонометријски полином. Посебно, како низ парцијалних сума fk Фуријеовог развоја ма које функције f : [0, 1] → C (рецимо) класе C2 равномерно конвергира ка f, то бирајући k тако да важи | f(x) −fk(x) | < ε следи
{\displaystyle \left|{\frac {1}{n}}\sum _{j=1}^{n}f(x_{j})-\int _{0}^{1}f(x)\,\mathrm {d} x\right|\leq \left|{\frac {1}{n}}\sum _{j=1}^{n}f_{k}(x_{j})-\int _{0}^{1}f_{k}(x)\,\mathrm {d} x\right|+2\epsilon },
а стога, преласком на горњу граничну вредност када n → 0
{\displaystyle \limsup _{n\to \infty }\left|{\frac {1}{n}}\sum _{j=1}^{n}f(x_{j})-\int _{0}^{1}f(x)\,\mathrm {d} x\right|\leq 2\epsilon }.

## Последице
Значај ове теореме је у томе што је у аналитичкој теорији бројева (не малом заслугом управо овог критеријума), развијен низ метода за оцену експоненцијалних сума, помоћу којих се у неким случајевима могу оценити експоненцијалне суме придружене Вајловим критеријумом датом низу и показати да оне постају произвољно мале када n → 0. Међу тим методима су Вајлов метод разлика, који је посебно подесан у случајевима када је xj = p(j) за неки полином p, потом ван дер Корпутов метод, метод Виноградова, систематски метод експонентских парова, или новији метод великог решета. Заправо, Вајлов критеријум и паралелни развој кружног метода (Харди, Литлвуд, Рамануџан) довели су до развоја адитивне теорије бројева и, посебно након што је Виноградов 1937. показао како се могу систематски користити, поставили експоненцијалне суме у матицу аналитичке теорије бројева.
Посебно, за случај xn = nθ где је θ ирационалан број, Вајлов услов за равномерну расподелу се може директно проверити. Користећи формулу за збир коначне геометријске прогресије,
{\displaystyle {\frac {1}{n}}\sum _{j=1}^{n}e^{2\pi ilj\theta }={\frac {1}{n}}\cdot {\frac {e^{2\pi il\theta }(1-e^{2\pi iln\theta })}{1-e^{2\pi il\theta }}}}.
Други разломак је ограничен када n → 0, тако да производ тежи нули за свако l ≠ 0, што доказује равномерну расподелу. (Наравно, услов није испуњен ако је θ = p/q рационалан број, јер је количник горње геометријске прогресије e2πilθ једнак 1 ако је l умножак броја q.)
Доказ равномерне расподеле овог и сродних низова (коју су математичари генерално очекивали) је био основни Вајлов циљ у развоју општег критеријума. Овим је посебно доказао да је овај низ свуда густ. Вајл је доказао да је равномерно расподељен модуло 1 и низ
θ, 22θ, 32θ, …, n2θ, … ,
а Виноградов је успео да докаже равномерну расподелу модуло 1 низа
2θ, 3θ, 5θ, …, pnθ, …
где је 2, 3, 5, … pn низ простих бројева.

## Уопштења
Директно уопштење Вајловог критеријума се користи за установљавање равномерне расподеле вишедимензионих низова. За низ xn = ( xn1, xn2, … xnk ) ∈ Rk кажемо да је равномерно расподељен модуло 1 ако за сваки интервал I = ( a1, b1 ) × ( a2, b2 ) × … × ( ak, bk ) важи
{\displaystyle \lim _{n\to \infty }{\frac {\#\{1\leq j\leq n:\{x_{j}\}\in {\mathbf {I} }\}}{n}}=\mathrm {Vol} ({\mathbf {I} })}.
Овде је посебно свака координата равномерно расподељена модуло 1, али ово својство је много јаче: оно каже да су координате (о којима можемо, на пример, мислити као о различитим обележјима статистичког узорка) равномерно расподељене модуло 1 независно једна од друге. Вајлов критеријум у овом контексту гласи:
Низ xn ∈ Rk је равномерно расподељен модуло 1 ако и само ако је за свако l = ( l1, l2, … lk ) ∈ Zk \ 0
{\displaystyle \lim _{n\to \infty }{\frac {1}{n}}\sum _{j=1}^{n}e^{2\pi i(l_{1}x_{j1}+l_{2}x_{j2}+\cdots +l_{k}x_{jk})}=0}.

## Ако желите да сазнате више
- Чандрасекхаран, Комараволу: Увод у аналитичку теорију бројева.
  - (језик: енглески) ,  9780387041414.
  - (језик: руски) , .